# 桂水

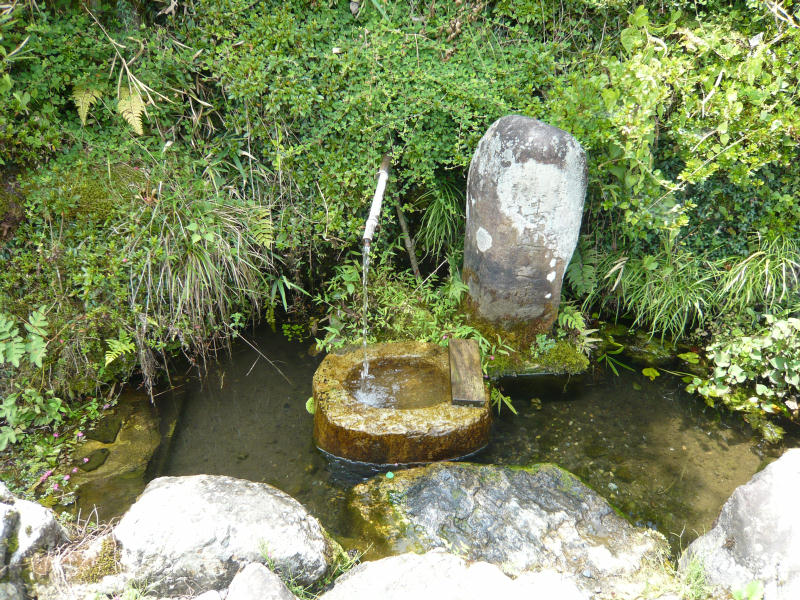
善導寺境内の桂水

桂水（けいすい）は、岐阜県山県市谷合の湧水である。水汲み場は善導寺の庭にあるが、水はそれより東約500mにある岩の割れ目から湧き出ている。1986年（昭和61年）に岐阜県の名水50選に選定されている。

## 言い伝え
文和5年（1356年）、善導寺開山の智通菩薩が臼井庄二郎兼牧の草庵に宿泊した際、唐朝浄土教の高祖善導大師が夢に現れ、「我がこの山中に在ること久し明日其の地を穿ち見るべし…」と告げられた。そのお告げにより翌朝その地に行くと善導大師の石像が現れ、その跡から清泉が湧き出たと伝えられている。現在は生活水、故事による霊水として、近隣住民に利用されている。